# Fredrik Eriksson (kock)
Fredrik Eriksson, född 1964, är en svensk kock som är krögare på Långbro värdshus och ordförande för föreningen Årets kock.

## Biografi
Fredrik Eriksson utsågs till Årets Kock 1987, när han arbetade som souschef på Eriks Fisk, som drevs av Erik Lallerstedt och då hade en stjärna i Michelinguiden. Han var senare verksam på Fjäderholmarnas krog 1990-1998, och på Villa Källhagen (Djurgården) som kökschef och delägare 1998-2005. 2005 började han driva Långbro värdshus.
Fredrik Eriksson har genom åren medverkat flitigt som TV-kock, framför allt i TV4:s Nyhetsmorgon sedan 1992. Han har också skrivit eller medverkat i flera kokböcker, är verksam vid Restaurangakademien och blev 2005 ordförande i föreningen Årets Kock.